# Anolis sminthus
Espèce
Synonymes
- Norops sminthus (Dunn & Emlen, 1932)
- Anolis heteropholidotus Mertens, 1952

Statut de conservation UICN

 DD  : Données insuffisantes
Anolis sminthus est une espèce de sauriens de la famille des Dactyloidae. 

## Répartition
Cette espèce se rencontre au Nicaragua, au Honduras et au Salvador. Elle se rencontre entre 1 450 et 2 200 m d'altitude.

## Publication originale
- Dunn & Emlen, 1932 : Reptiles and amphibians from Honduras. Proceedings of the Academy of Natural Sciences of Philadelphia, vol. 84, p. 21-32.